# Ондинський сільський округ
Онди́нський сільський округ (каз. Оңды ауылдық округі, рос. Ондынский сельский округ) — адміністративна одиниця у складі Мангистауського району Мангистауської області Казахстану. Адміністративний центр — село Онди.
Населення — 1295 осіб (2021; 1803 у 2009, 1495 у 1999, 1566 у 1989).
Станом на 1989 рік існувала Ондинська сільська рада (села Баскудук, Бекі, Онди).

## Склад
До складу округу входять такі населені пункти:
| Населений пункт | Населення, осіб (1989) | Населення, осіб (1999) | Населення, осіб (2009) | Населення, осіб (2021) |
| --------------- | ---------------------- | ---------------------- | ---------------------- | ---------------------- |
| Баскудук, село  | 198                    | 389                    | 118                    | 61                     |
| Бекі, село      | 322                    | 400                    | 697                    | 409                    |
| Онди, село      | 1046                   | 706                    | 988                    | 825                    |